# Sfera (rivista)
Sfera è stata una rivista scientifica italiana di 43 fascicoli pubblicati dal 1988 al 1995, fondata da Claudio Cavazza per conto della Fondazione Sigma-tau.

## Produzione
Il direttore era Giulio Macchi, pioniere della diffusione della cultura scientifica nella televisione italiana, inventore di quegli Orizzonti della scienza e della tecnica che anticipava di molti anni il "format" di Quark. A dirigere l'importante parte grafica era lo sperimentatore Piergiorgio Maoloni. La redazione era giovane, prevalentemente al femminile, diretta da Maria Vitale e composta da Alessandra Mauro, Adele Gerardi, Marina Marrazzi e Renata Durante. Consulenti erano Gianfranco Bangone, Menotti Calvani e Franco Prattico.
Si cercava e otteneva un incontro tra arte e scienza, un gioco di specchi e di rimandi incrociati tra la scientificità dei testi e il carattere artistico della parte iconografico. Nodali erano le dicotomie che davano il titolo ai singoli numeri.
La rivista Sfera ha ricevuto il Premio Galileo in Italia nel 1989, e il Prix Camerà a Parigi nel 1991.

## I fascicoli monografici
1. Luce e ombra - novembre-dicembre 1988
2. Sonno e veglia - gennaio-febbraio 1989
3. Giovane e vecchio - marzo 1989
4. Uomo e bestia - aprile 1989
5. Memoria e oblio - maggio 1989
6. Realtà e illusione - giugno-luglio 1989
7. Ordine e disordine - agosto-settembre 1989
8. Maschile / femminile - settembre 1989
9. Dentro / fuori - novembre-dicembre 1989
10. Mobile / immobile - gennaio 1990
11. Paura / coraggio - febbraio 1990
12. Destra / sinistra - marzo 1990
13. Nascosto / palese - aprile-maggio 1990
14. Vuoto / pieno - giugno-luglio 1990
15. Centro / periferia  - agosto-settembre 1990
16. Attrazione / repulsione - ottobre-novembre 1990
17. Continuo / discontinuo - dicembre 1990
18. Semplice / complesso - gennaio-febbraio 1991
19. Transitorio / permanente - marzo-aprile 1991
20. Vero / falso - maggio-giugno 1991
21. Debole / forte - luglio-agosto 1991
22. Passato / futuro - settembre 1991
23. Dubbio / certezza - ottobre 1991
24. Origine / fine - novembre-dicembre 1991
25. Uomo / macchina - gennaio-febbraio 1992
26. Noto / ignoto - marzo 1992
27. Identità / diversità - aprile-maggio 1992
28. Guerra e pace - giugno-luglio 1992
29. Quantità e qualità - agosto-settembre 1992
30. Ragione / passione - ottobre 1992
31. Materiale / immaginario - novembre-dicembre 1992
32. Grande / piccolo - gennaio-febbraio 1993
33. Parole e silenzio - marzo-aprile 1993
34. Energia e trasformazione - maggio-giugno 1993
35. L'io e l'altro - luglio-agosto 1993
36. Caos e complessità - settembre-ottobre 1993
37. Normale e patologico - novembre-dicembre 1993
38. Eros e ethos - gennaio-febbraio 1994
39. Piacere e dolore - marzo-aprile 1994
40. Zero e infinito - maggio-luglio 1994
41. Memoria / identità - agosto-ottobre 1994
42. Senso e rumore -  novembre-dicembre 1994
43. Molecole e società - gennaio-febbraio 1995

## Collaboratori
Tra le firme apparse sulla rivista, vi sono:
Pietro Adamo, Enrico Alleva, Guido Almansi, Vittorino Andreoli, Giulio Carlo Argan, Henri Atlan, Jean Audouue, Marc Augé, Corrado Augias, John D. Barrow, Eugenio Battisti, Sabrina Bigi, Sarah Blaffer Hrdy, Colin Blakemore, Norberto Bobbio, Remo Bodei, Edoardo Boncinelli, Paolo Bozzi, Manlio Brusatin, Omar Calabrese, Vincenzo Cappelletti, Luca Cavalli Sforza, Giorgio Celli, Paolo Chiarini, Massimo Ciavolella, Carlo M. Cipolla, Paul Davies, Richard Dawkins, Marcel Detienne, Alfonso Maria Di Nola, Gillo Dorfles, Georges Duby, Paolo Fabbri, Maurizio Fagiolo dell'Arco, Arturo Falaschi, Franco Ferrarotti, Dario Fo, Claudio Franceschini, Marco Frascari, Paola Frascari, Aldo G. Gargani, Murray Gell-Mann, René Girard, Giulio Giorello, Mirko Drazen Grmek, Giulio Guidorizzi, Françoise Héritier, Jean-Hubert Martin, Giorgio Israel, Jeffrey Laitman, Danielle Lecoq, Claude Lévi-Strauss, Richard Lewontin, John Maddox, Louis Marin, Giacomo Marramao, Francesco Melchiorri, Edgar Morin, Sabatino Moscati, Bruno Munari, Cesare Musatti, Renato Nicolini, Adriana Nogueira, Alberto Oliverio, Massimo Piattelli Palmarini, Renzo Piano, Ruggero Pierantoni, Beniamino Placido, Krzysztof Pomian, Ilya Prigogine, Sergio Quinzio, Tullio Regge, Giuseppe Richeri, Stefano Rodotà, Carlo Rubbia, Remo Ruffini, Oliver Sacks, Jean Starobinski, Luciana Stegagno Picchio, Isabelle Stengers, Giorgio Strehler, Giuliano Toraldo di Francia, Mario Trevi, Patrizia Violi, Roman Vlad, Ugo Volli, Paolo Zellini, Elémire Zolla, Alessandro Zuccari